# Allan Hultman
Gustaf Allan Hultman, född 15 augusti 1893 i Stockholm, död 29 december 1966 i Sollentuna församling, var en svensk ämbetsman.
Allan Hultman anställdes 1912 i postverket och passerade där olika grader, blev 1943 byrådirektör och 1946 byråchef samt 1949 överdirektör i Generalpoststyrelsen.